# Кордович, Малгожата
Малгожата Патрисия Кордович (пол. Małgorzata Patrycja Kordowicz, род. 28 ноября 1974, Варшава) — польский раввин.

## Биография
Она родилась и выросла в Варшаве; дочь Ежи Кордовича. Выпускница средней школы № 2 им. Стефана Батория в Варшаве (аттестат зрелости 1993 г.). В 2005 году окончила факультет гебраистики Варшавского университета. Она работала преподавателем иврита как в своей альма-матер, так и в Университете Марии Склодовской-Кюри в Люблине и в Мультикультурном гуманитарном лицее имени Яцека Куроня в Варшаве.
Она начала обучение в Еврейской теологической семинарии в Нью-Йорке, которую окончила в 2016 году, получив раввинскую смиху. Таким образом, Малгожата Кордович стала первой польской женщиной-раввином. В настоящее время служит в еврейской религиозной общине Варшавы.
Она опубликовала две книги: «Сфатену»/«Наш язык» и еврейско-польский молитвенник для детей, который является первым еврейским молитвенником для детей, изданным в Польше после Второй мировой войны (молитвенник для взрослых был опубликован в 2005 году раввином Сашей Пекаричем).